# Station Roydon
Roydon is een spoorwegstation van National Rail in Roydon, Epping Forest in Engeland. Het station is eigendom van Network Rail en wordt beheerd door Greater Anglia. 